# レイモン・ペイネ
レイモン・ジャン・ペイネ（発音上ではレモン・ペネ）（Raymond Jean Peynet、1908年11月16日 - 1999年1月14日）は、フランスの画家、漫画家。

## 概要
代表作「ペイネの恋人たち・シリーズ」で世界的に名の知られるフランス人男性画家。メルヘン調の愛らしいイラストで、一貫して愛とユーモアを描き続けたイラストレーターである。ラブラブな画はもちろん、社会的な鋭い風刺とさりげないお色気とを作品に取り込むのが特徴。本国フランスでは「挿絵画家」としても広く認知されている。1974年にはアニメーション映画「ペイネ 愛の世界旅行」(伊)も製作された。1986年には長野県北佐久郡軽井沢町にペイネ美術館が開館している。

## 人物・来歴
1908年11月16日、フランス・パリ、パリ16区(パッシー・Passy)に生まれる。彼の両親はオーベルニュ地方のピュイ・ド・ドーム県から移住してきた人たちであり、リパブリック広場の近辺に、「カフェ・ドゥ・ラ・グリル」という名のカフェを営んでいた。
15歳の時にパリの産業装飾美術学校（en:エコール・デザール・アプリケ）に入学し、そこで絵の基礎や技術を習得。学校を首席で卒業し、卒業証書を手渡したのは、映画の発明者であるリュミエール兄弟であった。
卒業後広告代理店トルマー社（Tolmer）に入社。イラストレーター・デザイナーとして働き、そこではチョコレートの箱から香水まで、幅広い仕事を手掛ける。
1930年には、五歳年上の女性、ドゥニーズ・ダムール（Denise Damour）と結婚。後のインタビューで、「自分たち夫妻が、ペイネの恋人たちのモデルである」と答えている。
1939年独立後、フランスの英字新聞“ブルバルディエール（The Boulevardier）”に挿絵が掲載され一躍名声を得る。
1942年雑誌「リック・エ・ラック」(Ric et Rac)に「ペイネの恋人たち・シリーズ」の連載が開始され、彼の代表作となる。
1958年ブリュッセル万国博において都市計画館の装飾を手がける。
1987年フランスにて芸術・文芸勲章を受章し、1988年彼が晩年の20年を過ごした南仏・アンチーブ(Antibes)にペイネ美術館が開館。
1998年にはペイネの母の故郷ブラサック・レ・ミンヌ(Brassac-Les-Mine)にもペイネ美術館が作られる。
1999年1月、フランス・ムージャン(Mougins)にて90歳で死去。